# 林偉駿
林偉駿（英語：Coils Lam Wai Chun，1959年—2018年8月18日），香港企業家，上市公司CEC國際控股（港交所：0759）前執行董事及董事會主席、連鎖零食零售店759阿信屋創辦人。

## 簡歷
林偉駿早年就讀李陞小學，於官立夜中學完成學業，13歲時投身社會工作，21歲便自行創業，從事電子線圈生意。1979年，他創立高雅線圈製品公司，並一直擔任董事會主席，至1999年申請掛板上市，多年投資使公司成為全球較大規模的線圈制品企業之一，曾獲多方面肯定，如「2003至2005年度廣東省百家明星僑資企業」名單之一等等。
2009年經過金融海嘯，內地工業發展日漸衰落，林偉駿就在2010年在葵涌開設首間日本零食專賣店759阿信屋。及後由於三一一地震期間大手買入日本生產商的貨品而與日本食品公司有良好的人脈關係，為貨源奠定良好基礎；他經常以較低價錢購買日本商人的「月下貨」，因此深受日本商人歡迎。而日本供應商坦承「敬重林先生，只和林先生做生意」，令阿信屋可售賣大量獨市貨品。
林偉駿營運阿信屋採用大量突破性的概念，在華人地區少見，成功的經營方式令阿信屋迅速崛起。2014年傳出和「電訊魔童」——香港電視（港交所：1137）主席王維基合作（後來談不攏），引起市場注視，被不少人稱為兩大鬼才合作。2017年5月，市場再謠傳759阿信屋疑似即將倒閉，他卻直言「傳聞『多鬼餘』，並說就算要『執笠』，都不會於這個時候『執』」。 
2018年8月18日，林偉駿於中午被送入養和醫院，延至下午3時許離世，享年59歲。

## 曾獲獎項
- 1999年：香港青年工業家獎

## 外部連結
- 林偉駿的Facebook專頁
- 林偉駿的Instagram帳戶